# Gai Coponi
Gai Coponi (en llatí Caius Coponius) va ser un magistrat i militar romà del segle i aC. Formava part de la família dels Coponi, originària de Tibur.
En la guerra contra els parts, Cras li va donar el comandament de Carres l'any 53 aC. Però només és mencionat amb el cognomen, Coponius, i no hi ha seguretat que fos el mateix Gai Coponi que l'any 49 aC, quan era pretor, va decantar-se per Pompeu, i el va seguir a Grècia. Allà va dirigir la flota dels rodis juntament amb Gai Marcel. Va ser proscrit pels triumvirs l'any 43 aC, però la seva dona va obtenir el perdó de Marc Antoni a canvi de favors sexuals. L'any 31 aC, poc abans de la batalla d'Àccium, era un senador molt respectat, i es menciona com a sogre de Publi Sili Nerva, cònsol l'any 20 aC.